# Холуэй, Эдвард
Эдвард Уиллет Дорланд Холуэй (англ. Edward Willet Dorland Holway; 13 февраля 1853, Эйдриан, Мичиган — 30 марта 1923, Финикс) — американский банкир, ботаник и миколог.

## Биография
Родился в семье Джорджа Ньюэлла Холуэя и Эми Мари Эллисон, имел двух братьев, Уильяма Ньюэлла Холуэя и Рулифа Стивена Холуэя.
Детство Холуэя прошло на ферме в северо-восточной Айове. Он начал изучать гражданское строительство, но был вынужден оставить учёбу из-за тяжелой болезни. После выздоровления начал свою профессиональную карьеру в качестве банковского служащего в государственном банке округа Виннешик в Декоре (штат Айова), где сначала стал кассиром, а впоследствии и вице-президентом. С ранних лет его интересовали труднодоступные и отдалённые места, где можно было найти редкие и необычные растения, которые он собирал и классифицировал. Однако его специальностью, в которой он также пользовался большим уважением, были грибы. Ещё работая в банке, он путешествовал по США и Мексике. Выйдя на пенсию, посвятил себя исключительно ботанике и своим путешествиям, во время которых он впервые посетил Центральную Америку и Канаду. Переехал в Миннеаполис и занял должность преподавателя ботаники в Университете Миннесоты, которую занимал до самой смерти. Он также предоставил в распоряжение университета свою ботаническую коллекцию. За время работы в университете он совершил два длительных путешествия по Южной Америке: первое — по западной части континента от Чили до Эквадора, второе и последнее — по востоку и югу Бразилии. Его сад в Миннеаполисе был известен благодаря произрастающим там редким видам растений и великолепному саду тюльпанов. Научное признание он получил прежде всего за свою работу по изучению мексиканских ржавчинных грибов. Также был увлечённым альпинистом и принял участие в ряде сложных восхождений в Канадских Скалистых горах, а также в горах Карибу и Селкерк. Был членом Альпийского клуба Канады, Американского альпийского клуба, Ботанического общества Америки, Королевского географического общества и Общества Sigma Xi
20 мая 1877 года он женился на Эффи Эйкен, своей первой жене, которая умерла 29 ноября 1917 года. После её смерти женился на Мэри Мортенсен. У него было две дочери. Холуэй умер во время пребывания в Финиксе (штат Аризона) от сердечной недостаточности.